# William Bunce
William Bunce (sinh tháng 4 năm 1877 – không rõ) là một cầu thủ bóng đá người Anh. Ông thường thi đấu ở vị trí hậu vệ. Ông sinh ra ở Swallowfield, Berkshire, thi đấu cho Manchester United, Rochdale Athletic, và Stockport County.